# Libosvárka
 Libosvárka je pravostranný přítok Blazického potoka, který protéká okresem Kroměříž ve Zlínském kraji v České republice. Tento potok je 11,3 km dlouhý.

## Průběh toku
Pramení v nadmořské výšce 714 m n. m., východně od města Bystřice pod Hostýnem na severním úbočí Javorníku (803 m n. m.), který je součástí Hostýnských vrchů, Z Hostýnských vrchů stéká severozápadním směrem do obce Loukov a následně teče na sever do vesnice Libosváry. Poté se stáčí na západ a v Blazicích se vlévá do místního Blazického potoka v nadmořské výšce 256 m n. m.

## Historie
Název Libosvárka je utvořen z místního jména Libosváry sufixem -ka. Pro vznik názvu byla rozhodující poloha potoka, neboť ten protéká přes vesnici Libosváry. Vodní režim toku byl ovlivněný povodněmi v letech 1997 a 2010. Během povodní v roce 2010 byl 17. května 2010 v 8:00 vyhlášen na Libosvárce v Loukově třetí stupeň povodňové aktivity. Tento stav ohrožení trval 7 hodin do 15:00 téhož dne.

## Fauna a flóra
Podél toku potoka u obce Blazice byl prokázán výskyt populace ladoňky vídeňské, rostliny z čeledi hyacintovité. Dolní část potoka od soutoku s Blazickým potokem po silniční most v obci Loukov patří do pstruhového revíru 463 045 MOŠTĚNKA 2 (22,0 km, 7,0 ha) spadající pod pobočku Moravského rybářského svazu MO Bystřice pod Hostýnem.